# 성혈과 성배
《성혈과 성배》(영어 원제: The Holy Blood and the Holy Grail)는 헨리 링컨(Henry Lincorn), 마이클 베이전트(Michael Baigent), 리처드 레이(Richard Leigh)가 쓴, 기독교의 기원과 예수 전설에 관련된 내용을 조사한 책이다.
기독교의 기원에 관한 여러 가지 가설을 설정하면서 프랑스 남부의 카타리파 전설, 렌느 샤토에서 발견된 문서, 나그 함마디에서 발견된 그노시스적 복음서 등 다양한 출처를 제시하고 있다.
1983년 대한민국에도 한국어판 번역본이 출간되었으나, 대한민국의 개신교, 천주교 단체의 반발과 사회적 파장 등을 이유로 회수, 절판되었다. 그 뒤 다시 한국어판이 보급되었으며 2005년에 2005년 11월 판이 출판사 자음과 모음에서 펴냈다.
미스테리아적 이교들, 나그함마디 외경 등 다양한 자료를 논거로 제시하였으며 저자들은 성경에서 왜곡된 막달라 마리아의 역할에 의문을 제기하고 예수 그리스도와 막달라 마리아의 결혼에 대한 주장을 제기하였다.
출판 당시에는 큰 반향을 일으켰지만, 사학계와 여러 전문가들의 반응은 거의 전 세계적으로 부정적이었다. 영국의 유명한 역사가 리차드 바버(Richard Barber)는 2004년에 펭귄사에서 출판된 '성배, 신화의 역사'에서 '성혈과 성배'가 미약한 증거와 뒤틀린 논리체계에 크게 의존하고 있다고 비평했다. 그와 마찬가지로 역사가 마리나 워너(Marina Warner) 역시 1982년 1월에 타임지와의 인터뷰에서 '예수가 자식을 낳았을 것이라는 주장 자체에는 나쁜 점이 없어도, 잘못된 정보와 미약한 논리체계를 바탕으로 그와 같은 주장을 하는 것은 나쁘다'라는 응답으로 성혈과 성배를 비판하였다. 이후에도 채널 4, 타임, 디스커버리 채널, BBC등이 성혈과 성배의 주장을 뒷받침하려는 시도를 하였으나, 모두 다 성혈과 성배가 제시하는 주장들은 증거가 없거나, 있는 증거도 매우 미약하다는 결론을 내렸다.

책에서 밝힌 주요 내용을 보면 다음과 같다.
- "예수는 막달라 마리아와 결혼을 하여 자녀까지 두었으며 십자가에서 죽은 것이 아니라 구세주 행세를 하며 다윗 왕을 계승하여 유대의 왕이 되려다가 유대인의 반발로 인해 처형될 처지에 놓이게 되자 예수의 처남 아리마대의 요셉을 통하여 많은 뇌물을 받은 바 있는 로마의 유대 총독 빌라도와 짜고 십자가에서 죽는 것 같이 연극을 한 뒤 부활의 연극을 한 다음 로마병사들의 호위 속에 프랑스로 망명을 하였다. 아내 막달라 마리아와 자녀들과 프랑스 골(gaul) 지방에 정착한 예수는 은둔 생활을 하며 80세를 넘게 살다 죽었다."

1982년 동아일보 기사
https://newslibrary.naver.com/viewer/view.nhn?editNo=2&printCount=&publishDate=1982-02-20&officeId=00020&pageNo=7&printNo=18579&publishType=00020&articleId=&serviceStartYear=1960&serviceEndYear=1995

## 같이 보기
- 예수 그리스도
- 마리아 막달레나
- 예수는 신화다
- 다빈치 코드
- 반기독교주의
- 성배와 잃어버린 장미
- 메로빙거 왕조
- 프랑크 왕국
- 예수 왕조
- 레오나르도 다빈치의 비밀
- 카롤링거 왕조
- 토리노성의의 진위등 토리노성의가 모조품이라고 한사실과 진품이라고 번복한 사실등